# Jon Nilsson (stjärna)
Jon Nilsson (stjärna), född 1300-talet, var en svensk väpnare och häradshövding.

## Biografi
Jon Nilsson (stjärna) var väpnare och var från 1371 till 1391 häradshövding i Hammarkinds härad. Han var 1395 häradshövding i Memmings härad.